# Macroscelides flavicaudatus
Macroscelides flavicaudatus is een zoogdier uit de familie van de springspitsmuizen (Macroscelididae). De wetenschappelijke naam van de soort werd voor het eerst geldig gepubliceerd door Bengt Lundholm in 1955.

## Taxonomie
De soort werd lang als ondersoort van de slurfspitsmuis (Macroscelides proboscideus) gezien, maar wordt sinds 2012 als aparte soort beschouwd.

## Voorkomen
De soort komt voor in de Namibwoestijn, in het westen van Namibië.